# Hoang mạc Úc

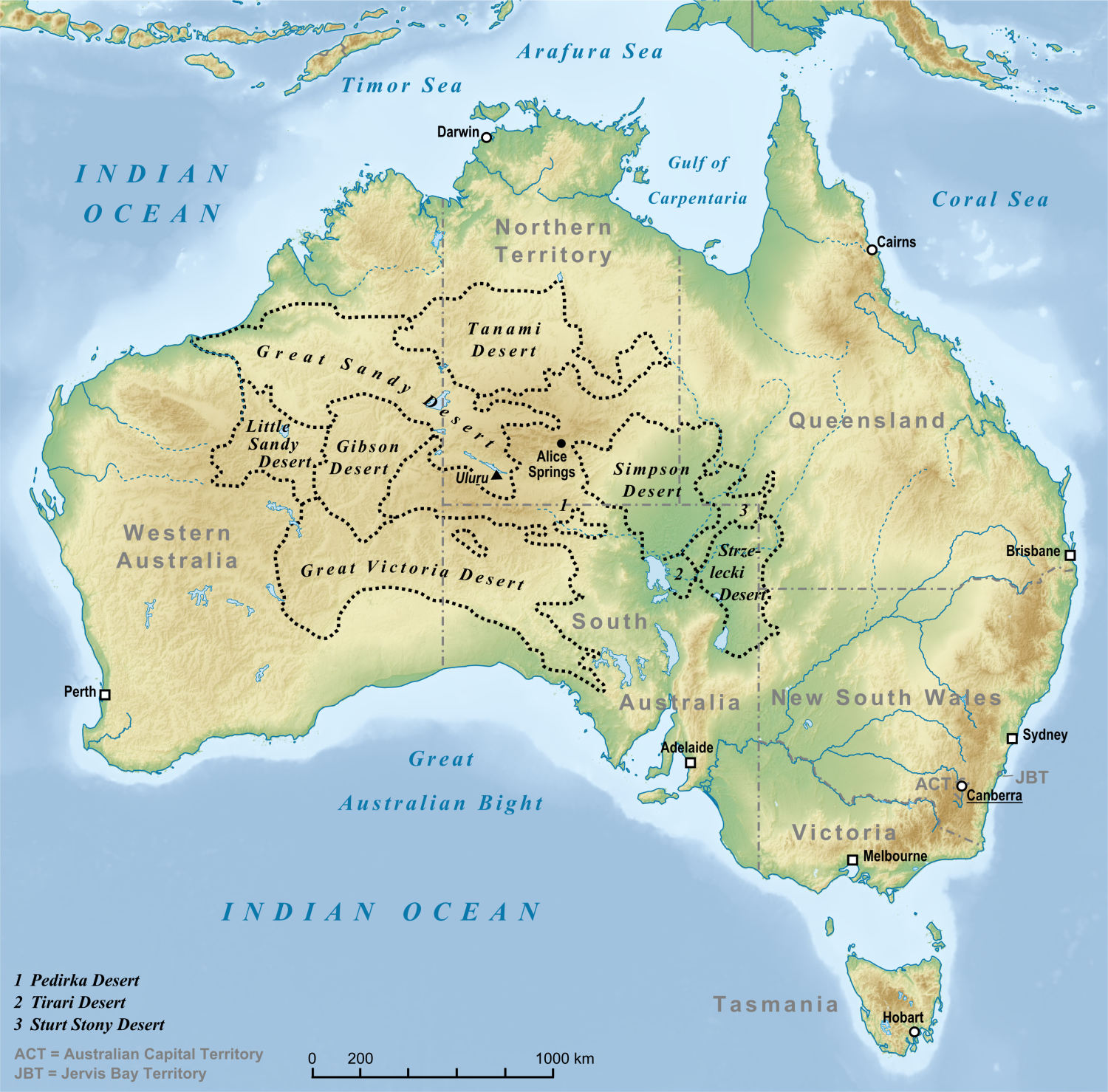
Hoang mạc Úc.

Hoang mạc Úc là tên gọi chung cho mười hoang mạc ở Úc. Tổng diện tích của chúng là 1.371.000 km vuông, chiếm 18% diện tích đất liền ở Úc. Mười hoang mạc này nằm gần như ở trung tâm của vùng Outback. Dưới đây là danh sách mười hoang mạc này xếp theo diện tích nhỏ dần.
| Hoang mạc          | Bang/Vùng lãnh thổ                  | Diện tích (km²) | Diện tích (dặm²)      | Xếp hạng | % trong đất liền ở Úc |
| ------------------ | ----------------------------------- | --------------- | --------------------- | -------- | --------------------- |
| Victoria Lớn       | Tây Úc, Nam Úc                      | 348.750 km2     | 134.650 dặm vuông Anh | 1        | 4,5%                  |
| Sa mạc Lớn         | Tây Úc                              | 267.250 km2     | 103.190 dặm vuông Anh | 2        | 3,5%                  |
| Tanami             | Tây Úc, Bắc Úc                      | 184.500 km2     | 71.200 dặm vuông Anh  | 3        | 2,4%                  |
| Simpson            | Bắc Úc, Queensland, Nam Úc          | 176.500 km2     | 68.100 dặm vuông Anh  | 4        | 2,3%                  |
| Gibson             | Tây Úc                              | 156.000 km2     | 60.000 dặm vuông Anh  | 5        | 2,0%                  |
| Sa mạc Nhỏ         | Tây Úc                              | 111.500 km2     | 43.100 dặm vuông Anh  | 6        | 1,5%                  |
| Strzelecki         | Nam Úc, Queensland, New South Wales | 80.250 km2      | 30.980 dặm vuông Anh  | 7        | 1,0%                  |
| Hoang mạc Đá Sturt | Nam Úc, Queensland, New South Wales | 29.750 km2      | 11.490 dặm vuông Anh  | 8        | 0.3%                  |
| Tirari             | Nam Úc                              | 15.250 km2      | 5.890 dặm vuông Anh   | 9        | 0,2%                  |
| Pedirka            | Nam Australia                       | 1.250 km2       | 480 dặm vuông Anh     | 10       | 0,016%                |